# Capitalis rustica

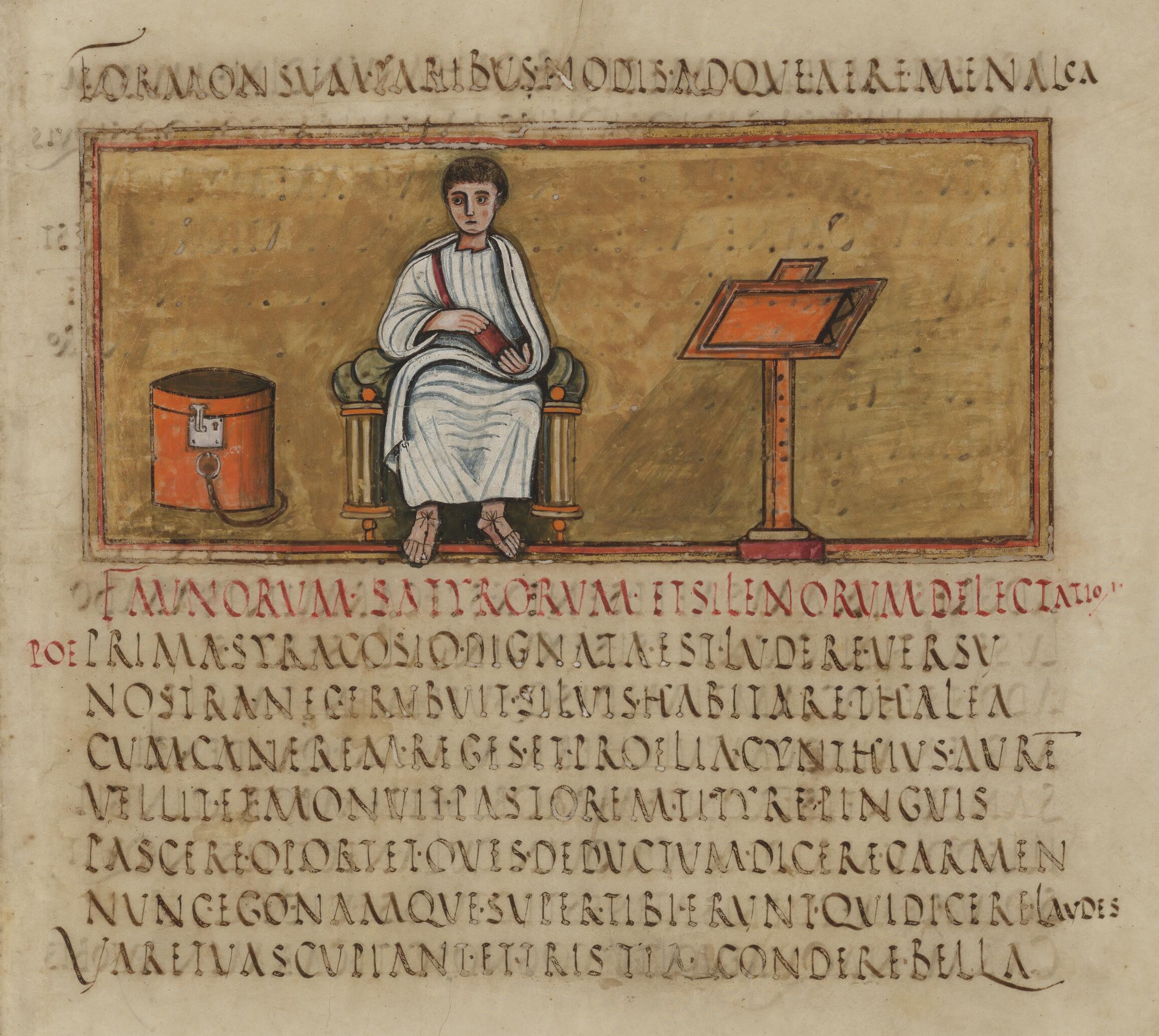
Capitalis Rustica in de Vergilius Romanus, fol. 14r

De capitalis rustica ook canonical capitalis genoemd, is een Romeins schrift uit de antieke tijd. Het is een variante van de capitalis monumentalis die door haar rondere vormen gemakkelijker te schrijven was. Ook deze versie van de Capitalis bestaat uitsluitend uit hoofdletters. De letters zijn minder stijf, staan dichter bij elkaar geschreven en zijn hoger dan breed en wijken dus af van het vierkante van de capitalis quadrata. Dit schrift bevat geen schreven en alle woorden worden aan elkaar geschreven (soms gescheiden door een punt op halve lijnhoogte). Ook al wordt dit schrift even zorgvuldig geschreven en afgewerkt als een capitalis quadrata heeft het toch het etiket boers (rustica) meegekregen.
Het rustica kent geen ligaturen en nauwelijks abbreviaturen behalve die voor de nomina sacra (DS voor deus, en DMS of DNS voor dominus enz.) en de notae communes (B· voor -BUS en Q· voor QUE).
Er is veel meer werk overgeleverd in de capitalis rustica dan in de capitalis quadrata.
Dit schrift was in gebruik van de 1e eeuw v.Chr. tot in de 6e eeuw, en zelfs later werd het in de middeleeuwen, tot in de 10e eeuw, nog gebruikt voor opschriften en dergelijke.
Dat het schrift niet alleen gebruikt werd in manuscripten blijkt uit vondsten in Pompeï, waar men graffiti in dit schrift op de muren heeft aangetroffen die dus zonder enige twijfel te dateren zijn vóór, of ten laatste in het jaar 79 n.Chr.

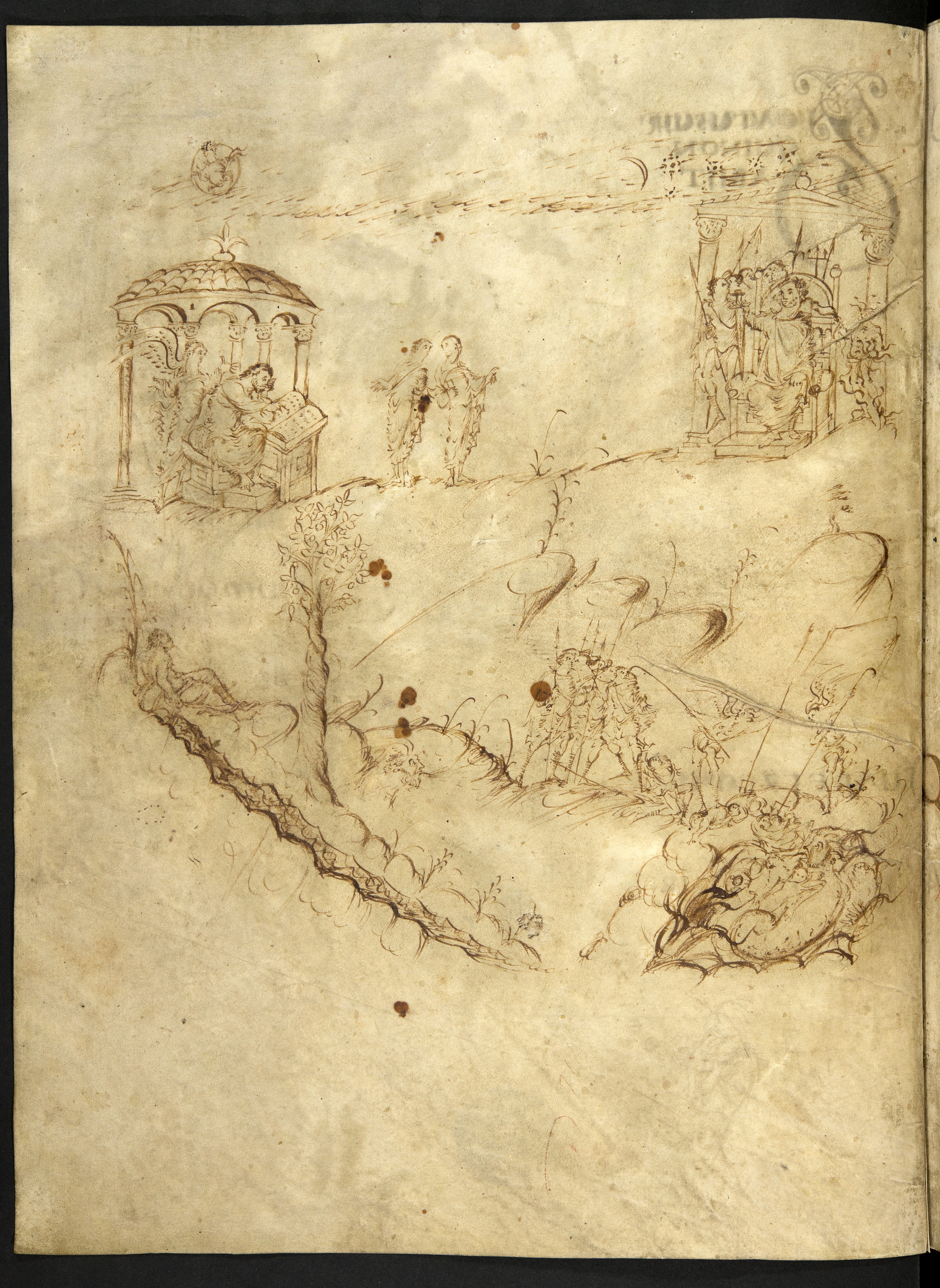
Utrechts Psalter, capitalis rustica

In het Utrechts Psalter zijn de teksten in een capitalis rustica geschreven, de bijschriften bij de psalmen en de beginletters van de verzen zijn in uncialis en de initialen van de eerste psalm verzen in capitalis quadrata.
De capitalis rustica is het formele Romeinse boekschrift dat gebruikt wordt voor teksten van de klassieke, heidense auteurs (bijvoorbeeld Ovidius en Vergilius) tot de 6e eeuw. Teksten van christelijke auteurs werden niet in rustica geschreven, hiervoor wordt unciaal of semi-unciaal gebruikt.
Na de val van het West-Romeinse rijk handhaaft de capitalis rustica zich tot in de 10e eeuw als letter voor titels en opschriften.